# Лалліо
Лалліо (італ. Lallio) — муніципалітет в Італії, у регіоні Ломбардія,  провінція Бергамо.
Лалліо розташоване на відстані близько 480 км на північний захід від Рима, 45 км на північний схід від Мілана, 5 км на південний захід від Бергамо.
Населення — 4209 осіб (2014).

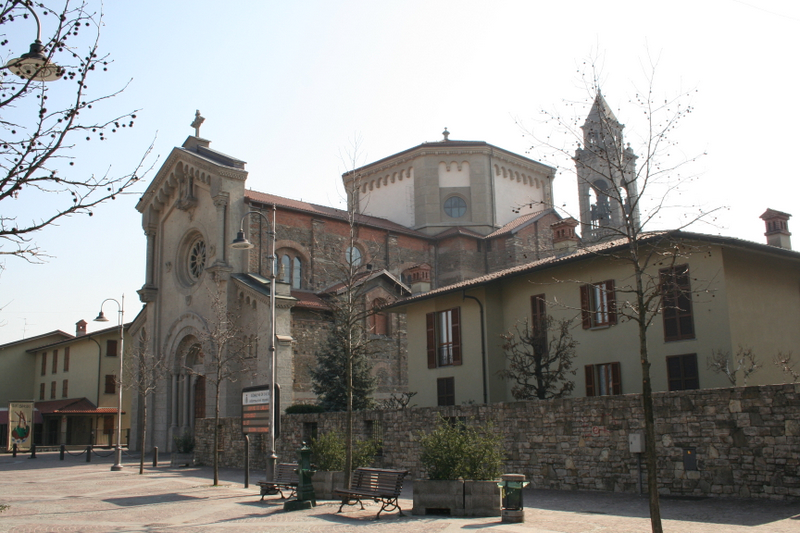

Щорічний фестиваль відбувається 24 серпня. Покровитель — святий Варфоломій apostolo.

## Демографія
Населення за роками:

Станом на 1 січня 2023 року в муніципалітеті офіційно проживало 325 іноземців з 40 країн, серед них 88 громадян країн Євросоюзу та 20 громадян України.

## Уродженці
- Анджело Доменгіні (*1941) — відомий у минулому італійський футболіст, нападник, згодом — футбольний тренер.

## Сусідні муніципалітети
- Бергамо
- Дальміне
- Стеццано
- Тревіоло